# Diocèse de Down et Connor
Le diocèse de Down et Connor (latin: Dunensis et Connorensis) est un diocèse suffragant de l'archidiocèse d'Armagh en Irlande du Nord, dont l'origine remonte, selon la tradition, à l'an 600.

## Historique
Au XIIe siècle les évêchés Down et Connor sont détenus à partir de 1124 , par saint Malachie qui les administre depuis son abbaye de Bangor. Il résigne toutefois l'évêché de Connor en 1136 et ne conserve que Down jusqu'à sa mort en 1148.  
Le pape Eugène IV par sa bulle du 29 juillet 1439 procède à l'union des diocèses de Down et Connor mais le nouveau diocèse n'est constitué provisoirement que pour John Fossade archidiacre puis évêque de Connor en 1431 qui devient évêque de Down et Connor de 1442 à 1450. 

### Diocèse de Down
Le diocèse de Down (irlandais: Dun Lethglaisse, latin: Dunensis), recouvre le territoire du royaume d'Ulaid. Selon la tradition Saint Fergus (mort en 583) est le premier évêque de Down. Le diocèse est constitué en 1111 par le synode de Ráth Breasail comme suffragant de l'archidiocèse d'Armagh.
Le dernier évêque de Down est Richard Wolsey nommé le 21 juin 1451 qui résilie sa fonction en août 1453.

### Diocèse de Connor
Le diocèse de Connor (irlandais: Connere: latin: Conderensis) recouvre le territoire du royaume de Dál nAraidi. L'origine de l'église de Connor est liée à Mac Nisse de Connor (mort en 514) premier abbé-évêque connu.
Le diocèse est constitué en 1111 par le synode de Ráth Breasail comme suffragant de l'archidiocèse d'Armagh.
Le dernier évêque de Connor est Simon Elvington nommé le 12 février 1459 mort en 1481.

## Source
- (en) T.W Moody, F.X. Martin, F.J. Byrne A New History of Ireland IX Maps, Genealogies, Lists. A companion to Irish History part II . Oxford University Press réédition 2011  (ISBN 9780199593064).